# Harry og kammertjeneren
Harry og kammertjeneren é um filme de drama dinamarquês de 1961 dirigido e escrito por Bent Christensen. Foi indicado ao Oscar de melhor filme estrangeiro na edição de 1962, representando a Dinamarca.

## Elenco
- Osvald Helmuth - Gamle Harry
- Ebbe Rode - Fabricius
- Gunnar Lauring - Biskoppen
- Henning Moritzen - Fyrst Igor
- Lise Ringheim - Magdalene
- Lily Broberg - Trine, Café Dråbens værtinde
- Olaf Ussing - Krause
- Palle Kirk - Heisenberg, 8 år
- Aage Fønss - Herskabstjener I
- Ejner Federspiel - Herskabstjener II
- Einar Reim - Mink, overbetjent
- Ernst Schou - Advokat Lund
- Emil Halberg - Viggo
- Johannes Krogsgaard - Teaterdirektøren
- Valsø Holm - Meyer